# 구례 천은사 괘불탱
구례 천은사 괘불탱(求禮 泉隱寺 掛佛幀)은 대한민국 전라남도 구례군 광의면, 천은사에 있는 조선시대의 불화이다. 2002년 7월 2일 대한민국의 보물 제1340호로 지정되었다.
천은사 괘불은 1673년에 조성된 것으로 화원(畵員) 경심(敬心)·지감(志鑑)·능성(能聖)이 그렸는데, 거대한 화면에 석가불 입상을 큼직하게 그린 단독상이다.
단독상으로 괴체적인 형태, 황토색이 강한 독특한 채색, 필선, 문양 등에서 17세기 후반의 새로운 경향을 보여주는 중요한 자료이다.

## 같이 보기
- 천은사

## 참고 자료
- 구례 천은사 괘불탱 - 국가유산청 국가유산포털